# Cathédrale Notre-Dame-de-la-Sed d'Entrevaux
Pour les articles homonymes, voir Cathédrale Notre-Dame-de-la-Sède.
La cathédrale Notre-Dame-de-la-Sed, à Entrevaux, est l'avant-dernière cathédrale des évêques de Glandèves puis d'Entrevaux. Réduite à son chevet, elle n'est plus que chapelle.

## Localisation
Cette ancienne cathédrale est située dans le département français des Alpes-de-Haute-Provence, en rive droite du Var, à l'écart et à l'aval de la localité actuelle d'Entrevaux.

## Historique
La cathédrale date du XIIe siècle[réf. nécessaire].
L'édifice a été inscrit au titre des monuments historiques le 27 juin 1996.

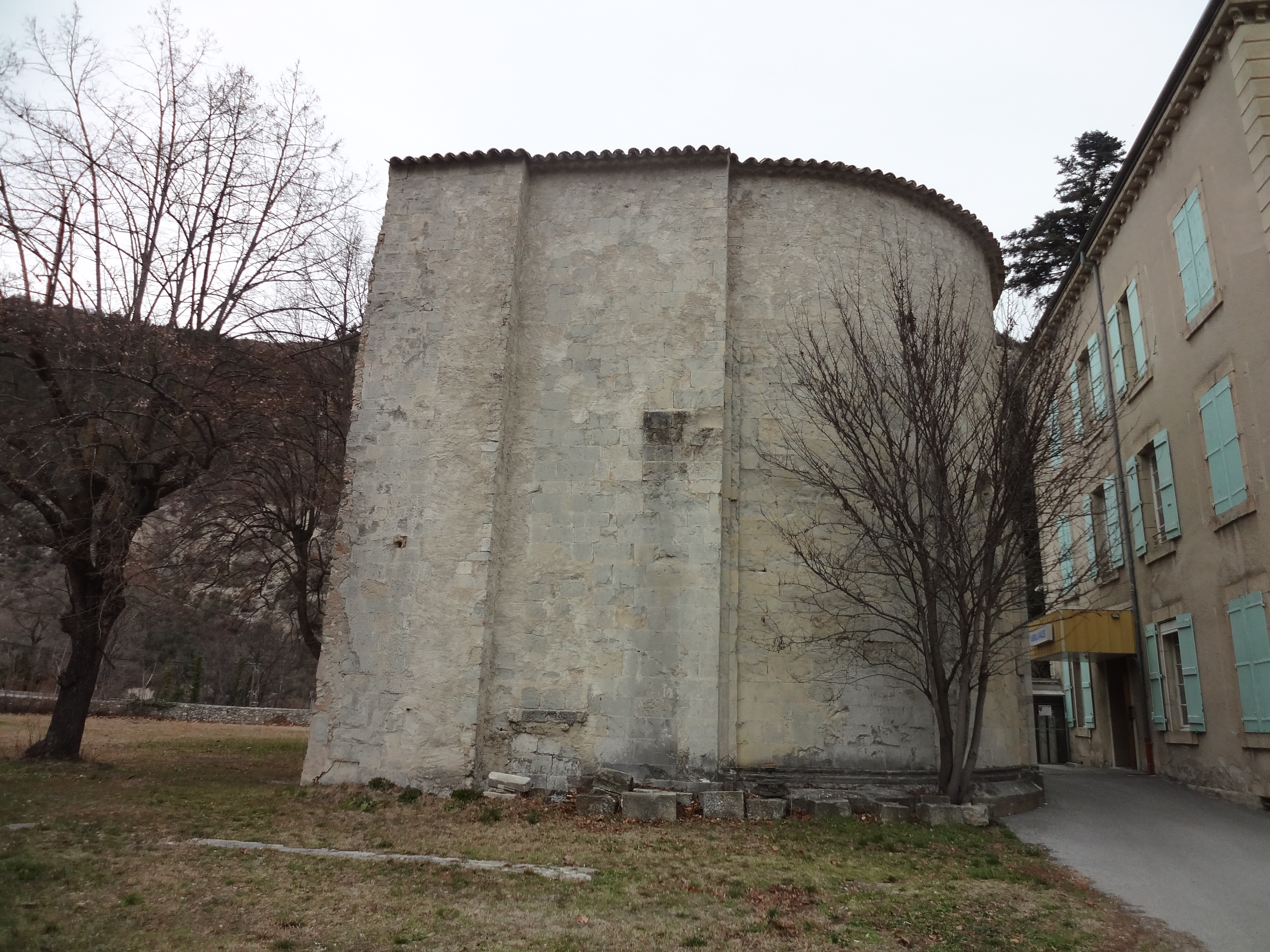
Chevet, seule partie subsistante de l’église.
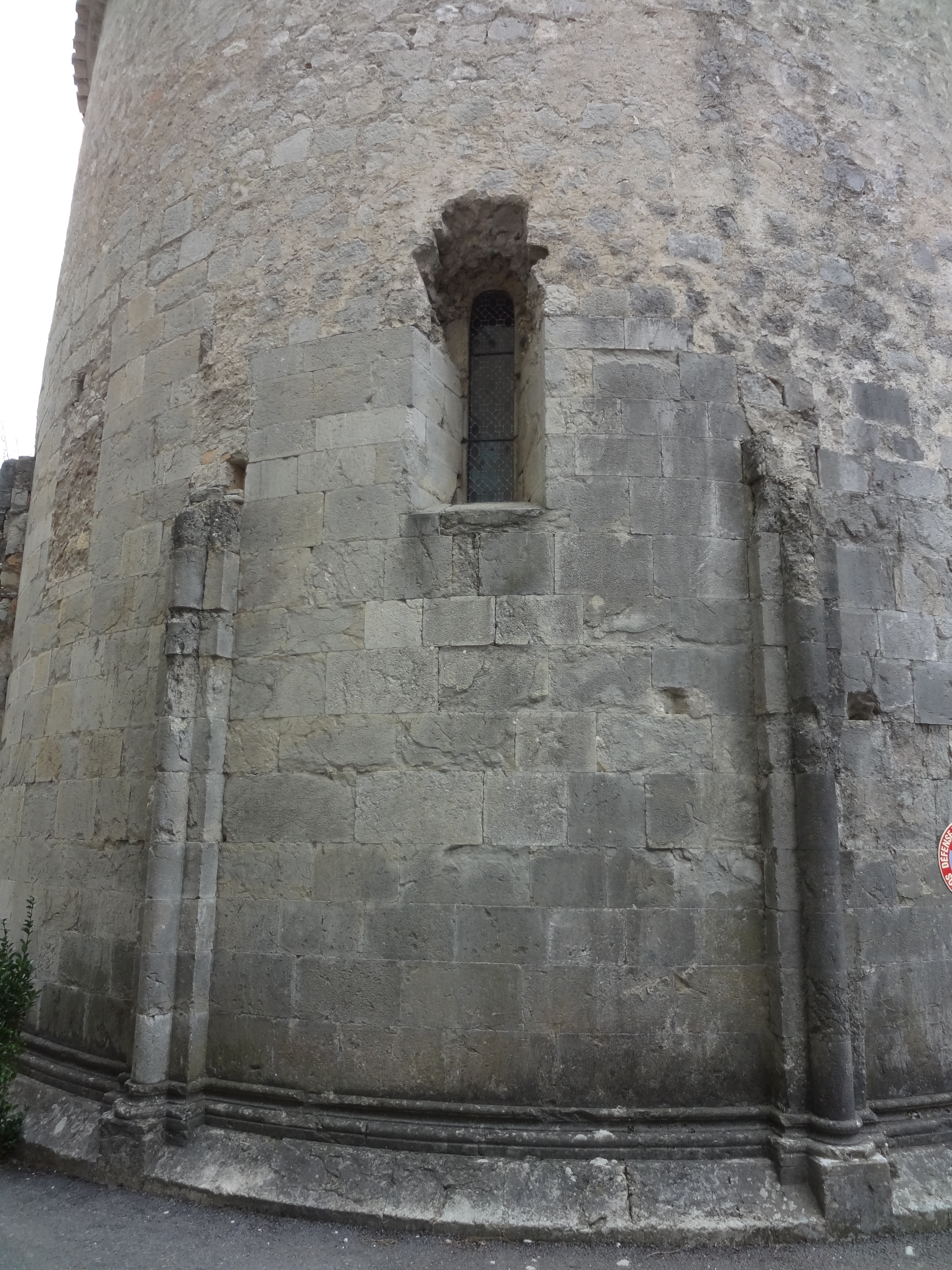
Détail du chevet